# Menopauze
De menopauze (Oudgrieks: μήν: maand, παῦσις: doen ophouden) is de levensfase waarin de menstruatiecyclus gestopt is. Het begin van de menopauze is gedefinieerd als het einde van het jaar waarin de vrouw niet meer gemenstrueerd heeft. De periode rondom en met name vóór de menopauze heet de perimenopauze, de overgang of het climacterium.
De menopauze treedt slechts bij enkele diersoorten op, waaronder de mens. De vrouwtjes van slechts enkele diersoorten hebben aan het eind van hun leven geen eisprong meer, zoals de mens, de chimpansee, orka en griend. Dit artikel behandelt de menopauze bij de mens.

## Perimenopauze
De periode rondom de menopauze is de perimenopauze (of de overgang of het climacterium). Dit proces duurt vanaf enkele jaren voor, tot enkele jaren na de menopauze. Tijdens het climacterium raken de eicellen, die bij de geboorte al in aanleg aanwezig zijn, op. Ook verandert de hormonale balans van het lichaam. De oestrogeen- en progesteronspiegels worden minder stabiel en ten slotte verandert de menstruatie. De manier waarop deze verandert verschilt; het kan zomaar van het ene op het andere moment stoppen of geleidelijk afnemen. Dat tweede is te merken aan het feit dat het interval tussen twee menstruaties langer wordt of de bloeding langzaam afneemt. Het aantonen van een veranderende hormonale huishouding kan ook gedaan worden door een bloedtest. Daarbij wordt dan de concentratie van het follikelstimulerend hormoon (FSH) gemeten. Kenmerkend voor de (pre)menopauze is een toename van dit hormoon. Maar feitelijk zegt het niet zoveel. In de perimenopauze wisselt de waarde enorm. De hoogte van FSH heeft geen verband met de mate van klachten en zegt ook niets over de fase waarin de vrouw in het proces verkeert.

## Symptomen
Tijdens het climacterium past het lichaam zich langzaam aan deze natuurlijke veranderingen aan. In de hormonale huishouding kunnen vasomotorische symptomen zoals opvliegers en hartkloppingen optreden. Er kunnen psychologische symptomen optreden zoals depressie, angst en concentratiegebrek. In het urogenitaal stelsel kunnen ook klachten ontstaan, zoals atrofische vaginitis (ontsteking van de vagina), dysurie (pijn of ongemak bij het plassen) en urge-incontinentie.
De menopauze ontstaat meestal spontaan. In Europa komt de menopauze meestal bij vrouwen tussen 44 en 55 jaar en de gemiddelde leeftijd waarop de menopauze optreedt is 51 jaar.
Medische ingrepen kunnen de menopauze veroorzaken: het verwijderen van de eierstokken doet dit zeker, maar ook radio- of chemotherapie kunnen een voortijdige menopauze veroorzaken.
Vroege menopauze kan ook een genetische oorzaak hebben. Een zogenoemde premature menopauze wordt gedefinieerd als menopauze die optreedt voor het 40e levensjaar en komt voor bij 1% van de vrouwen.
Postmenopauzale vrouwen, met name van Europese afkomst, hebben een verhoogd risico om botontkalking en hart- en vaatziekten te krijgen en hebben een verhoogde kans op dementie. De oorzaak is hoofdzakelijk de lage oestrogeenspiegel na de menopauze.

## Behandeling van de symptomen
Ernstige menopauzale klachten kunnen met een hormoonbehandeling (hormonale substitutietherapie, HST) behandeld worden. De dosering en het soort hormonen dat gegeven wordt zijn bepalend voor mogelijke bijwerkingen. Vroeger werden in de Verenigde Staten bijwerkingen gezien zoals borstkanker, hartziekten en herseninfarcten, dat zou in Europa en anno 2023 niet meer het geval zijn.